# 스사정
스사정(須佐町)은 야마구치현 북동부에 있던 정이며 아부군에 속했다.
2005년 3월 6일 하기시, 가와카미촌, 다마가와정, 무쓰미촌, 아사히촌, 후쿠에촌과 합병해 새로운 하기시가 되어 소멸하였다.

## 역사
- 1889년 4월 1일 - 정촌제 시행에 의해 스사촌이 성립하였다.
- 1924년 2월 11일 - 정으로 승격해 스사정이 되었다.
- 1955년 4월 1일 - 야토미촌과 합병해 새로운 스사정이 되었다.
- 2005년 3월 6일 - 하기시, 가와카미촌, 다마가와정, 무쓰미촌, 아사히촌, 후쿠에촌과 합병해 새로운 하기시가 성립하였다. 동일 스사정은 폐지되었다.

## 경제
주요 산업은 어업과 농업이다.
관광지로도 알려진 수사정이지만 관광 산업으로서의 성장은 없다.
농업에 있어서는 다른 지역만큼 채소나 쌀 생산력은 없지만 꽃 생산 사업으로 국화 재배가 이루어진다. 또, 동지구의 신화에 덧붙여 고대 쌀인 「적미」의 생산이나 중산간 지역 활성화와의 「메밀」생산 등, 타지역에 없는 대처에 의해서 수사의 이름을 아는 사람은 많다.

## 교통

### 철도
- 서일본 여객철도 산인 본선

### 도로
- 국도 제191호선 (일본)(일본어판)
- 국도 제315호선 (일본)(일본어판)